# Gertraud Gaber
Gertraud Gaber, detta Gerta (Graz, 26 gennaio 1941), è un'ex sciatrice alpina austriaca.
Dopo il matrimonio assunse anche il cognome del coniuge e si iscrisse alle gare come Gertraud Ehrenfried-Gaber o Gertraud Gaber-Ehrenfried.

## Biografia
Sciatrice polivalente con maggior propensione alla prove tecniche, Gertraud Gaber debuttò in campo internazionale in occasione dello slalom gigante di Krippenstein del 20 aprile 1958 (12ª); nel 1961 si classificò 3ª nello slalom speciale del trofeo Arlberg-Kandahar (Mürren, 10-12 marzo) e disputò le sue ultime gare internazionali al Grand Prix du Savoie 1963 (Méribel, 23-24 marzo). Dopo il ritiro fu a lungo delegata tecnica nei quadri della Federazione internazionale sci.

## Palmarès

### Universiadi
- 4 medaglie[senza fonte]:
  - 2 argenti (discesa libera a Chamonix 1960; discesa libera a Villars-sur-Ollon 1962)
  - 2 bronzi (combinata a Chamonix 1960; slalom gigante a Villars-sur-Ollon 1962)

### Campionati austriaci
- 1 medaglia:
  - 1 bronzo (slalom speciale nel 1961)[senza fonte]